# 黑鰓副獅子魚
黑鰓副獅子鱼，为輻鰭魚綱鮋形目杜父魚亞目狮子鱼科的其中一種。分布於北太平洋區的鄂霍次克海海域，屬深海底棲性魚類，棲息在水深805至1554公尺的海域，體長可達7.6公分，生活習性不明。